# Pərdis Fərcad-Azad
Pərdis Fərcad-Azad, Pardis Fardjad-Azad (ur. 12 kwietnia 1988 w Berlinie) – azerski piłkarz, grający na pozycji napastnika, reprezentant Azerbejdżanu.

## Kariera klubowa
Profesjonalną karierę rozpoczął w Niemczech, a więc kraju urodzenia. Nie występował jednak w najwyższej klasie rozgrywkowej, reprezentował barwy jedynie klubów z niższych lig: Carl Zeiss Jena, VFC Plauen i Berliner AK 07. W 2012 roku przeniósł się do Azerbejdżanu. Podpisał umowę z klubem Sumqayıt FK. W 2016 przeszedł do klubu İnter Baku. Następnie grał w Zirə Baku i Viktorii Berlin.

## Kariera reprezentacyjna
W reprezentacji Azerbejdżanu zadebiutował 1 lutego 2013 roku w towarzyskim meczu przeciwko Uzbekistanowi. Na boisku pojawił się w 53 minucie meczu.
| Mecze i gole w reprezentacji | Mecze i gole w reprezentacji | Mecze i gole w reprezentacji | Mecze i gole w reprezentacji | Mecze i gole w reprezentacji | Mecze i gole w reprezentacji | Mecze i gole w reprezentacji |
| #                            | Data                         | Stadion                      | Rywal                        | Wynik                        | Gol                          | Rozgrywki                    |
| 2013                         | 2013                         | 2013                         | 2013                         | 2013                         | 2013                         | 2013                         |
| ---------------------------- | ---------------------------- | ---------------------------- | ---------------------------- | ---------------------------- | ---------------------------- | ---------------------------- |
| 1.                           | 01.02.2013                   | Dubaj, ZEA                   | Uzbekistan                   | 0:0                          | 0                            | towarzyski                   |
| 2.                           | 06.02.2013                   | Dubaj, ZEA                   | Liechtenstein                | 1:0                          | 0                            | towarzyski                   |
| 3.                           | 22.03.2013                   | Luksemburg, Luksemburg       | Luksemburg                   | 0:0                          | 0                            | El. MŚ 2014                  |
| 4.                           | 26.03.2013                   | Baku, Azerbejdżan            | Portugalia                   | 0:2                          | 0                            | El. MŚ 2014                  |